# Списак министара унутрашњих послова Црне Горе
На овој страни налази се списак министара унутрашњих послова Црне Горе.

## Књажевина Црна Гора(1879–1910)
| Слика | Почетак мандата    | Крај мандата       | Име и презиме (Година рођења и смрти) | Белешка                                                                             |
| ----- | ------------------ | ------------------ | ------------------------------------- | ----------------------------------------------------------------------------------- |
|       | 8. март 1879.      | 1884.              | Машо Врбица (1833–1898)               | Министар унутрашњих послова у влади Боже Петровића Његоша                           |
|       | 1884.              | 6. децембар 1905.  | Божо Петровић Његош (1846–1929)       | Министар унутрашњих послова у влади Боже Петровића Његоша                           |
|       | 6. децембар 1905.  | 11. новембар 1906. | Лабуд Гојнић                          | Министар унутрашњих послова у првој влади Лазара Мијушковића                        |
|       | 11. новембар 1906. | 4. април 1907.     | Михаило Ивановић                      | Министар унутрашњих послова у влади Марка Радуловића и првој влади Андрије Радовића |
|       | 4. април 1907.     | 2. април 1909.     | Лакић Војводић                        | Министар унутрашњих послова у првој влади Лазара Томановића                         |
|       | 2. април 1909.     | 24. јануар 1910.   | Јован С. Пламенац (1873–1944)         | Министар унутрашњих послова у другој влади Лазара Томановића                        |
|       | 24. јануар 1910.   | 31. март 1910.     | Лазар Томановић (1845–1932)           | Министар унутрашњих послова у другој влади Лазара Томановића                        |
|       | 31. март 1910.     | 28. август 1910.   | Јован С. Пламенац (1873–1944)         | Министар унутрашњих послова у другој влади Лазара Томановића                        |

## Краљевина Црна Гора(1910–1916)
| Слика | Почетак мандата    | Крај мандата       | Име и презиме (Година рођења и смрти) | Белешка |  |
| ----- | ------------------ | ------------------ | ------------------------------------- | --- |  |
|       | 28. август 1910.   | 30. август 1910.   | Јован С. Пламенац (1873–1944)         | Затекао се на функцији министра унутрашњих послова у другој влади Лазара Томановића у тренутку када се Црна Гора уздигла у ранг краљевине. |  |
|       | 30. август 1910.   | 1. септембар 1910. | Филип Јерговић                        | Министар унутрашњих послова у другој влади Лазара Томановића                                                                               |  |
|       | 1. септембар 1910. | 6. јун 1912.       | Марко Ђукановић                       | Министар унутрашњих послова у трећој и четвртој влади Лазара Томановића                                                                    |  |
|       | 6. јун 1912.       | 25. април 1913.    | Јован С. Пламенац (1873–1944)         | Министар унутрашњих послова у влади Митра Мартиновића                                                                                      |  |
|       | 25. април 1913.    | 12. април 1914.    | Лабуд Гојнић                          | Министар унутрашњих послова у првој влади Јанка Вукотића                                                                                   |  |
|       | 12. април 1914.    | 20. децембар 1915. | Саво П. Вулетић                       | Министар унутрашњих послова у другој и трећој влади Јанка Вукотића                                                                         |  |
|       | 20. децембар 1915. | 29. април 1916.    | Ристо Поповић                         | Министар унутрашњих послова у другој влади Лазара Мијушковића                                                                              |  |

### Влада у егзилу(1916–1922)
| Слика | Почетак мандата   | Крај мандата      | Име и презиме (Година рођења и смрти) | Белешка                                                                    |
| ----- | ----------------- | ----------------- | ------------------------------------- | -------------------------------------------------------------------------- |
|       | 29. април 1916.   | 4. јануар 1917.   | Перо Вучковић                         | Министар унутрашњих послова у другој влади Андрије Радовића                |
|       | 4. јануар 1917.   | 29. мај 1917.     | Мило Матановић                        | Министар унутрашњих послова у влади Мила Матановића                        |
|       | 29. мај 1917.     | 17. фебруар 1919. | Никола М. Хајдуковић                  | Министар унутрашњих послова у влади Евгенија Поповића                      |
|       | 17. фебруар 1919. | 28. јун 1921.     | Јован С. Пламенац (1873–1944)         | Министар унутрашњих послова у првој, другој и трећој влади Јована Пламенца |
|       | 28. јун 1921.     | 1922.             | Милутин Вучинић (1869–1922)           | Министар унутрашњих послова у влади Милутина Вучинића                      |

## Прелазна власт (1943–1945)
| Слика | Почетак мандата    | Крај мандата    | Име и презиме (Година рођења и смрти) | Белешка                                                              |
| ----- | ------------------ | --------------- | ------------------------------------- | -------------------------------------------------------------------- |
|       | 15. новембар 1943. | 17. април 1945. | Божо Љумовић (1896–1986)              | Министар унутрашњих послова у извршном одбору ЗАВНО Црне Горе и Боке |

## Социјалистичка Република Црна Гора(1945–1991)
| Слика | Почетак мандата | Крај мандата | Име и презиме (Година рођења и смрти) | Белешка                                                    |
| ----- | --------------- | ------------ | ------------------------------------- | ---------------------------------------------------------- |
|       | 17. април 1945. | 1946.        | Радоња Голубовић                      | Министар унутрашњих послова у првој влади Блаже Јовановића |

## Република Црна Гора(1991–сада)
| Слика | Почетак мандата    | Крај мандата       | Име и презиме (Година рођења и смрти) | Странка | Белешка                                                    |
| ----- | ------------------ | ------------------ | ------------------------------------- | ------- | ---------------------------------------------------------- |
|       |                    |                    | Никола Пејаковић                      |         |                                                            |
|       | мај 1995.          | фебруар 1998.      | Филип Вујановић (1954–)               | ДПС ЦГ  |                                                            |
|       | фебруар 1998.      | 2001.              | Вукашин Мараш (1938–2008)             |         |                                                            |
|       | 2001.              | 2003.              | Андрија Јовићевић (1963–)             |         |                                                            |
|       | 2003.              | 2005.              | Драган Ђуровић (1959–)                | ДПС ЦГ  |                                                            |
|       | 29. децембар 2010. | 4. децембар 2012.  | Иван Брајовић (1962–)                 | СДП ЦГ  | Министар унутрашњих послова у влади Игора Лукшића          |
|       | 4. децембар 2012.  | 19. мај 2016.      | Рашко Коњевић (1979–)                 | СДП ЦГ  | Министар унутрашњих послова у седмој влади Мила Ђукановића |
|       | 19. мај 2016.      | 28. новембар 2016. | Горан Даниловић                       | ДЕМОС   | Министар унутрашњих послова у седмој влади Мила Ђукановића |
|       | 28. новембар 2016. | Функцију обавља    | Мевлудин Нухоџић (1959–)              | ДПС ЦГ  | Министар унутрашњих послова у влади Душка Марковића        |